# André Aciman
André Aciman, född 2 januari 1951 i Alexandria, Egypten, är en amerikansk roman-, essä- och memoarförfattare och ledande forskare av Marcel Prousts verk.
Aciman föddes i en familj som talade ladino. Han har bott i Italien och i USA.